# Eritrio
Eritrio (latino: Erythrius; fl. 466-474/491) fu un alto funzionario dell'Impero romano d'Oriente, prefetto del pretorio per tre volte.
Eritrio era nativo dell'Egitto. Nel 466 ricoprì la carica di prefetto del pretorio d'Oriente (sebbene sia possibile che questa prima prefettura fosse d'Illirico); fu prefetto del pretorio d'Oriente tra il 1º gennaio e il 1º luglio 472. In una data imprecisata tra il 474 e il 491, fu nominato nuovamente prefetto del pretorio (presumibilmente d'Oriente), ma, essendo venuto a conoscenza della scarsità di fondi a sua disposizione, e non volendo imporre ulteriori tasse, si dimise dall'incarico, cosa che provocò una certa commozione, essendo nota la sua equità.